# Heapey
Heapey is een civil parish in het bestuurlijke gebied Chorley, in het Engelse graafschap Lancashire met 1001 inwoners.